# Xiphichilus sinensis
Xiphichilus sinensis is een mosselkreeftjessoort uit de familie van de Paradoxostomatidae. De wetenschappelijke naam van de soort is voor het eerst geldig gepubliceerd in 1982 door Yang & Ho.